# It's Alright (Gino Soccio)
It's Alright è un singolo del 1982 del produttore canadese Gino Soccio, estratto dall'album Face to Face.
Il brano ha raggiunto la 60ª posizione della classifica Hot R&B/Hip-Hop Songs di Billboard.